# Ryzec bledý
Ryzec bledý (Lactarius pallidus (Pers. ex Fr.) Fr.) je jedovatá houba z čeledi holubinkovitých.

## Popis
- Klobouk má 5–12 cm v průměru, je většinou vyklenutý nebo mírně vtlačený s okrajem dlouho podvinutým. Povrch je hladký, slizký za vlhka a za sucha lesklý. Barvy světle hnědožluté až bělavé, občas se na klobouku objevují bledě načervenalé skvrny.
- Lupeny jsou husté, nažloutlé až světle okrové. Občas i žlutě skvrnité.
- Třeň je 3–8 cm dlouhý, 0,5–2 cm tlustý, válcovitý, na bázi ztenčený, hladký, barvy nažloutlé.
- Dužnina má nažloutlou barvu.
- Mléko, které roní dužnina, je bílé.
- Chuť je mírná až slabě hořká, vůně neznatelná.
- Výtrusný prach má barvu světle okrovou.

## Výskyt
Roste nehojně v červenci až říjnu, většinou ve skupinách pod buky. Vzácně roste i v doubravách. V Evropě je geograficky velmi rozšířeným druhem.

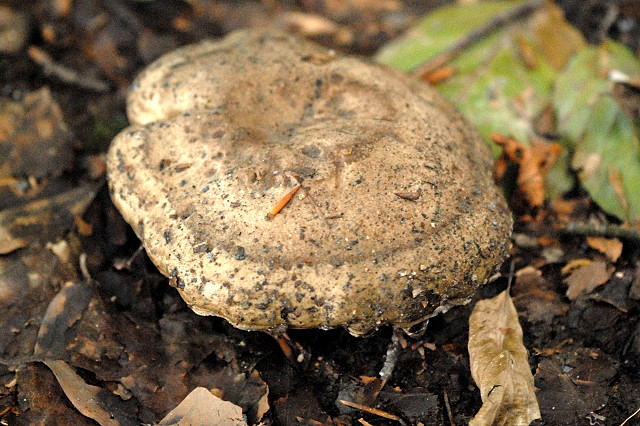
Ryzec bledý (Lactarius pallidus)

## Toxicita
Často je uváděn jako jedovatá houba.